# بوشيني غامض
بوشيني غامض (الاسم العلمي:Puccinia dubia) هو نوع من الفطريات يتبع جنس البوشيني من فصيلة البوشينية.